# (185) Eunice
(185) Eunice es un asteroide que forma parte del cinturón de asteroides y fue descubierto el 1 de marzo de 1878 por Christian Heinrich Friedrich Peters desde el observatorio Litchfield de Clinton, Estados Unidos.
Está nombrado por Eunice, una diosa de la mitología griega.

## Características orbitales
Eunice orbita a una distancia media del Sol de 2,737 ua, pudiendo acercarse hasta 2,383 ua. Tiene una inclinación orbital de 23,24° y una excentricidad de 0,1294. Emplea 1654 días en completar una órbita alrededor del Sol.